# Делоне Микола Борисович
Микола Бори́сович Делоне́ (21 січня (2 лютого) 1856, Москва — 20 березня 1931, Ленінград) — російський та український науковець, математик. Професор Київського політехнічного інституту (1906—1928). Засновник Київського товариства повітроплавання. Батько математика Бориса Делоне і генетика Лева Делоне, прадід поета, правозахисника і дисидента Вадима Делоне.

## Біографія
Закінчив фізико-математичний факультет Московського університету (1878). Навчався у Миколи Жуковського. У 1892 році в Одеському університеті захистив магістерську дисертацію «Алгебраїчні інтеграли руху твердого тіла навколо нерухомої точки». Опонентом на захисті був Микола Жуковський. А в травні 1894 р. він захистив докторську дисертацію на тему «Передача оберту та механічне креслення кривих шарнірно-ричаговими механізмами».
У 1895—1900 рр. був професором сільськогосподарських машин та знарядь в Ново-Олександрівському інституті сільського господарства та лісництва в Пулавах, неподалік від Варшави. Тут він також викладав французьку мову.
З 1900 року після відкриття Варшавського політехнічного інституту, став працювати там ординарним професором (зав.кафедрою) практичної механіки. У Польщі він познайомився з Юрієм Ломоносовим — відомим фахівцем з паротягів, який і переконав Миколу Делоне переїхати до Києва.

### Київський період
У Київському політехнічному інституті працював з перервами до 1928. Був професором фізики та завідувачем фізичним кабінетом Київського комерційного інституту, а з січня 1908 по листопад 1909 — приват-доцент, читав лекції з прикладної математики в Київському університеті.
З 1896 дізнавшись від Миколи Жуковського про польоти Отто Лілієнталя на планерах, він зайнявся систематичними дослідженнями моделей планерів. У Київському політехнічному інституті стає незмінним керівником студентського повітроплавного гуртка, створеного в 1909, а незабаром виступає одним із засновників Київського товариства повітроплавання.
З 1909 починає читати для студентів Київського політехнічного інституту курс лекцій з основ повітроплавання, не отримуючи за це жодної копійки. Також його запрошували читати лекції в інститутах Харкова, Полтави, Катеринослава, Бердичева, Умані, Єлисаветграда, Проскурова.
У 1919 заарештований денікінською контррозвідкою, і його дружині Надії Олександрівні, яка була за переконаннями монархісткою, довелося через своїх знайомих визволяти свого чоловіка.
Уже після встановлення Радянської влади в Україні із запалом повертається до своєї справи. Він виступає постійним консультантом для студентів-ентузіастів авіації, які створили в Київському політехнічному інституті Авіаційне науково-технічне товариство (АНТТ).
У 1928 переїхав до Ленінграда, де й помер 20 березня 1931.

## Наукові праці
- Алгебраическіе интегралы движенія тяжелого твердаго тђла около неподвижной точки. С. П.Б, 1892.
- Практическая механика. Химическій кружокъ имени М. И. Коновалова при Кіевскомъ Политехническомъ Институте, 1899.
- Начальное руководство къ самостоятельному изученію высшей математики и механики. С.-Петербургъ. Изданіе К. Л. Риккера, 1900
- Лекціи по практической механикђ С.-Петербургъ. Изданіе К. Л. Риккера,1910.
- Курсъ теоретической механики для техниковъ и инженеровъ. С.-Петербургъ. Изданіе К. Л. Риккера, 1902
- Детали машинъ. Краткое руководство для техниковъ и инженеровъ. С.-Петербургъ. Типографія Министерства Внутреннихъ Дђлъ,1904.
- Устройство дешёвого и лёгкого планёра и способы летания на нём. Киев (1910)
- Курсъ технической механики. С.-Петербургъ, Часть первая -1912, Часть вторая — 1913. Изданіе К. Л. Риккера
- О формулахъ, облегчающихъ вычислен і е моментовъ инерціи площадей, ограниченныхъ прямыми линіями. Извђстія Кіевскаго политехническаго института Императора Александра ІІ. Отдђлъ Инженерно-Механическій. Книга 1. Кіевъ.-1914. Типограф ія Т-ва И. Н. Кушнеревъ и К0 . С. 10-14.
- Объ упругихъ линіяхъ малой двойной кривизны. Извђстія Кіевск аго политехническаго института И мператора Александра ІІ. Отдђлъ Инженерно-Механическій. Книга 1. Кіевъ.-1914. Типографія Т-ва И. Н. Кушнеревъ и К0. С. 1-9
- Замђтка о приложеніи аналогій Кирхгоффа къ движенію волчка, открытому проф. Д. К. Бобылевымъ и В. А. Стекловымъ Извђстія Кіевскаго политехническаго института Императора Александра ІІ. Отдђлъ Инженерно-Механическій. Книга 1. Кіевъ. 1914. Типографія Т-ва И. Н. Кушнеревъ и К0. С.15-26
- О новыхъ динамометрахъ для испытанія сельскохозяйственныхъ машинъ и орудій. Извђстія Кіевскаго политехническ аго института Императора Александра ІІ. Отдђлъ Инженерно-Механическій. Книга 1. Кіевъ. 1915. Типографія Т-ва И. Н. Кушнеревъ и К0. С. 48-54
- Из воспоминаний о первых годах авиации в Киеве. Авиация и воздухоплавание. Журнал Авиационного научно-технического общества при Киевском политехническом институте им. Х.Раковского, февраль-март 1924, № 2, с.12-14

## Вшанування пам'яті
- 2019 року на честь  Миколи Делоне перейменовано Весняну вулицю у Києві.